# 寄付のお願い (ウィキペディア)

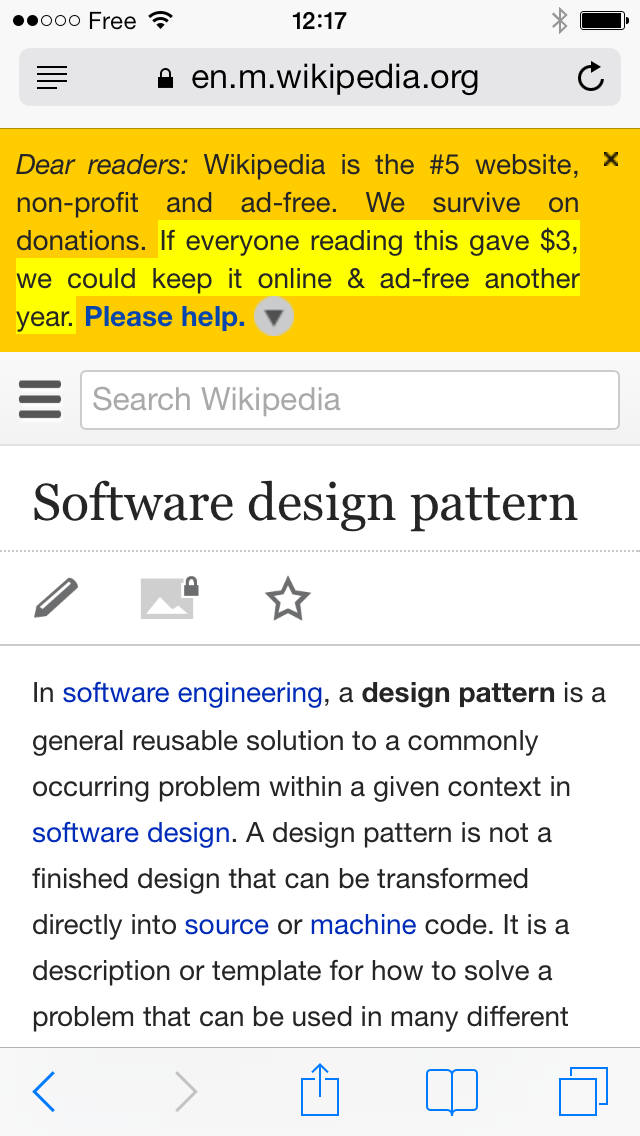
モバイル機器における表示例（上部の橙の部分）（2013年、英語）

寄付のお願い（きふのおねがい）は、ウィキペディアのウェブサイトに表示されるバナー。寄付広告、寄付バナーとも呼ばれる。ウィキペディアを運営するウィキメディア財団が運営資金を募るためのバナーである。ページ上部に表示され、「閉じる×」と書かれている部分をクリックすると一時的に消すことができる。また、アカウントを取得すると二度と表示されない。
惹句としては、コーヒー一杯の金額でよい、一人が何円寄付すると何時間で寄付活動が終わる、などが代表的である。寄付バナーは2010年から試験的な運用が始まった。以後、継続的に募金キャンペーンが行われ、定期的にバナーが現れることから、インターネットにおける恒例行事とも言われている。
ウィキペディア存続の危機を訴える寄付バナーには、記事の可読性を損なうことへの批判だけでなく、ウィキメディア財団の財政状態を考えるとむやみに不安を煽りすぎではないかとの声もあがっている。
ウィキペディア日本語版においても、通常スマートフォンのスクリーンショット2枚分にもなる寄付のお願いに対して2020年9月から「寄付圧が以前より強い」などとして再び話題となっている。

## 運用
寄付バナーは2010年から試験的な運用が始まった。同じ年の12月には、アカウントを取得したログインユーザーには寄付のお願いを表示しないことになった。ログインユーザーはすでに寄付を行っている可能性が高いからである。
2011年の年末には全ての言語版で数週間に渡ってバナーが表示されたが、2012年の同じ時期には英語圏5か国に対して9日間だけ表示された。
2015年には寄付のお願いの運用ではA/Bテストの結果が重視されると報じられている。

## 背景

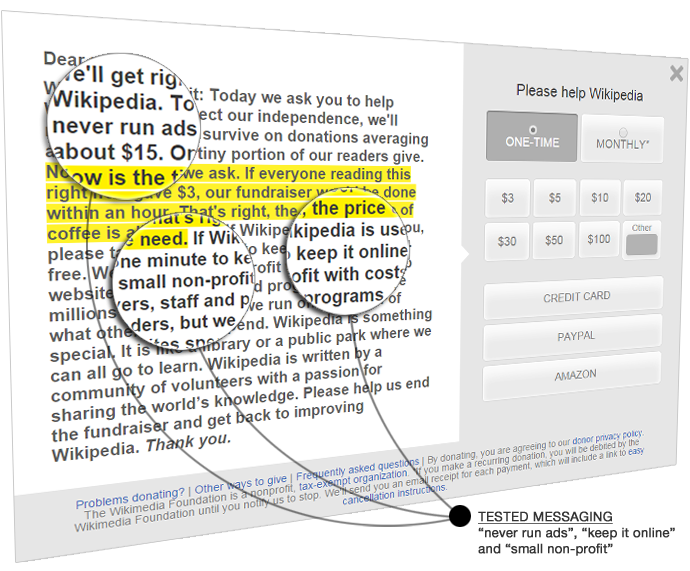
テスト後のメッセージ「一切の広告を掲載いたしません」「オンラインのままで」「小さな非営利組織」
（ウィキメディア財団の2014-2015年財務報告書より）

ウィキペディアを運営するウィキメディア財団は寄付によって全ての運営費を調達している。コンテンツである記事の編集はすべて無償のボランティアが行うが、サーバー代、プログラム代、人件費、訴訟費用などが運営費で賄われる。その一方でウィキペディアのウェブサイトに広告バナーは登場しない。理由としては、中立性、独立性、公平性を維持するため、と説明される。
2011年1月1日、ウィキメディア財団は、およそ50万件の寄付が140か国から50日間で集まり、1600万ドルの資金調達に成功した、と発表した。この時の寄付額は平均するとおよそ22ドルであった。また2009年には、24万人が合計800万ドルを寄付した。
2014年6月の決算で、ウィキメディア財団の純資産は7700万ドルを超えている。そのため、寄付のお願いはウィキペディアの危機を過剰に煽っているのでないかともいわれてきた。ウィキメディアのソフト開発者であるオリ・リヴネは財団のメーリングリストに「僕が（もちろん限られたものではあるけれど）理解している範囲では、いまの我々の財政状態と、お願いにあるような切迫感や懸念は釣り合っていない」と投稿したことがある。
莫大な寄付金の使途については、「ゴールデン・チェア」とも揶揄された職員一人あたり3200ドルに及ぶ家具の購入費が槍玉にあがったこともある。またIBタイムズのメアリ＝アン・ルッソンは、2015年以来のアメリカ国家安全保障局 (NSA) を相手取った訴訟の費用も安価では済まないだろうと推測している。

### 日本語版の寄付の願い
2016年、ウィキメディア財団はウィキペディア日本語版読者の好む寄付について理解を深めるため調査を実施。資金が主に読者の寄付であることを日本語版利用者が認識していないことが判明したため、ウィキペディアが営利目的ではないこと、サイトの成長や改善が個人の寄付にかかっていることを、より明確かつ強力に伝えるメッセージを日本のコンサルタントと連携し作成している。

## 批判と反論
寄付のお願いには、利用者からウィキメディア財団のメーリングリストに「うざい」と抗議の声があがったり、文章がA/Bテストの結果に頼り過ぎているのではないか、そもそも支出が毎年膨れあがっていることに問題はないかという指摘がなされてきた。
2016年9月ごろに表示された寄付のお願いは今までで最も大きく、スマートフォンでは半画面、または全画面で表示された。多くの人が寄付のお願いを不快に感じている。日本国内のSNSなどでは広告を載せた方がいいのではないかという意見があり、また、ガジェット通信は「アフィリエイトやGoogle Adsenseなどのランダム表示の広告ならば問題ないのではないか」と2016年に提案した。その反論もある。日本は、アメリカに次いで世界で二番目にウィキペディアへのアクセス数が多い国である。しかし2014年のデータによると、ウィキペディアへの寄付総額のうち、日本からの寄付は2%ほどであった。また財団の調査によると、寄付で運営する、ということ自体を理解していない人が日本人の大部分を占めているという。
かつてウィキペディア日本語版の管理者であった男性は「広告を載せた場合、記事の執筆や編集を行うユーザーはサイトから離れ、ウィキペディアを『崩壊』させるだろう」と述べている。一方で、ウィキメディア財団の資金調達チームに在籍していたピート・フォーサイスは、寄付のお願いの文章は「『一切の広告を掲載いたしません』という広告」であり、「ウィキペディアの恥」だと語った。

## 風刺とパロディ
2011年に表示されたバナーでは、ウィキメディア財団の名誉理事長ジミー・ウェールズの顔写真が左端に掲載されたため、記事タイトルがあたかも写真のキャプションのように見えることで笑いの種となった。そのため、このバナーをすべてのWebページに貼りつけるGoogle Chrome用のパロディアドオンや、ジミー・ウェールズの写真を猫に差し替えるアドオンなどが登場した。

## ギャラリー
- 2010年に登場した「ウィキペディア創設者ジミー・ウェールズからのメッセージをお読みください」のバナー（英語、PC版）
- 2016年に登場したバナー（イタリア語、PC版）
- 2021年の表示（PC版） 1つ目
- 2021年の表示（PC版） 2つ目